# Troskovice
Troskovice (německy Troskowitz) jsou obec v okrese Semily v Libereckém kraji. Žije zde 82 obyvatel.

## Historie
První písemná zmínka o obci pochází z roku 1388.

## Obyvatelstvo
| Rok            | 1869 | 1880 | 1890 | 1900 | 1910 | 1921 | 1930 | 1950 | 1961 | 1970 | 1980 | 1991 | 2001 | 2011 | 2021 |
| -------------- | ---- | ---- | ---- | ---- | ---- | ---- | ---- | ---- | ---- | ---- | ---- | ---- | ---- | ---- | ---- |
| Počet obyvatel | 650  | 624  | 691  | 632  | 557  | 516  | 465  | 348  | 325  | 268  | 197  | 160  | 130  | 100  | 97   |
| Počet domů     | 98   | 104  | 125  | 119  | 117  | 114  | 113  | 129  | 93   | 89   | 71   | 99   | 106  | 112  | 103  |

## Obecní správa

### Části obce
- Troskovice
- Jivina
- Křenovy
- Tachov

## Pamětihodnosti
- Hrad Trosky, zřícenina, a přírodní památka Trosky
- Nebákovský mlýn na Žehrovce
- Podsemínský most
- Troskovické lípy, skupina památných stromů
- Přírodní památka Tachovský vodopád
- Přírodní rezervace Podtrosecká údolí
- Přírodní rezervace Apolena

## Galerie

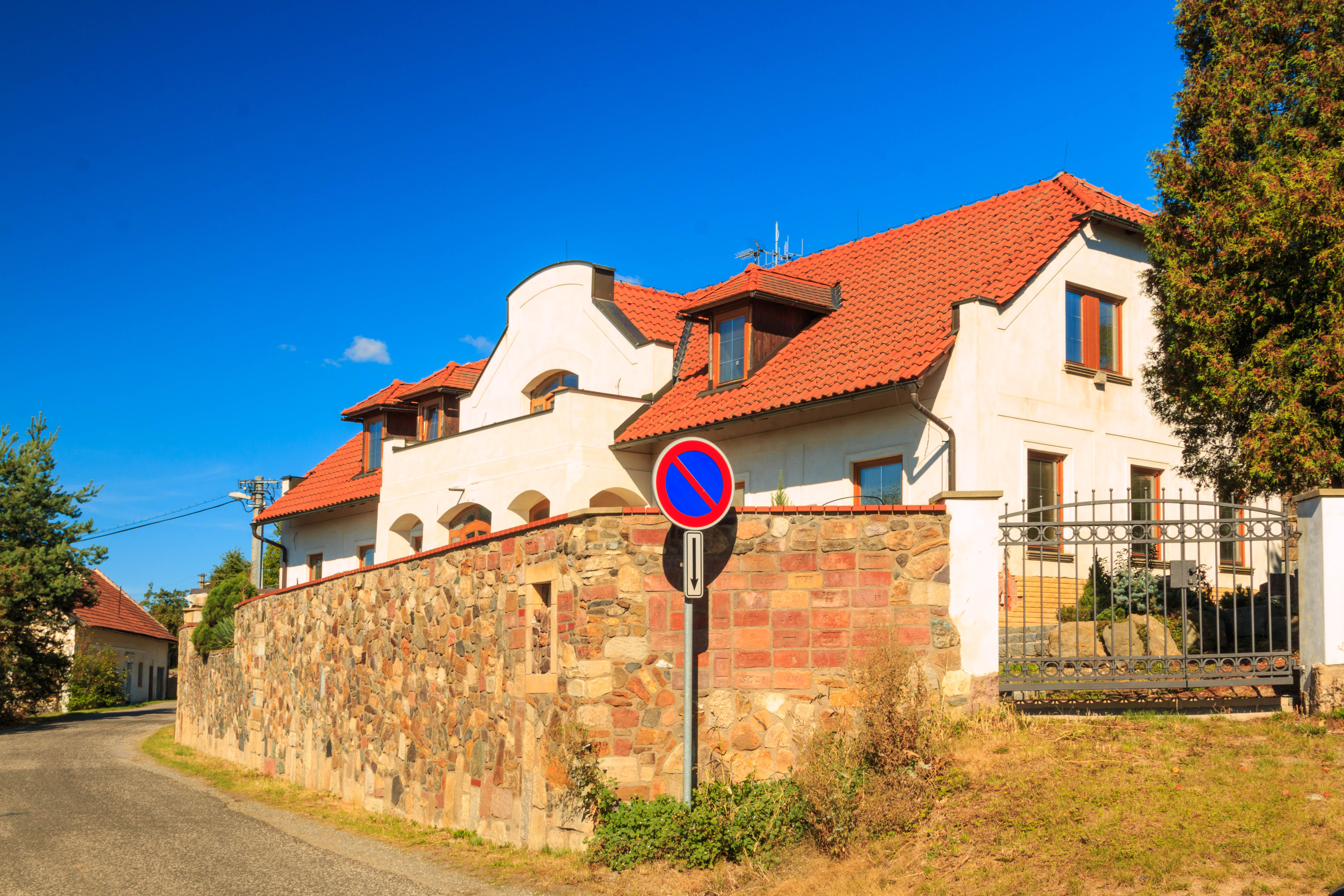
Troskovice - čp. 35
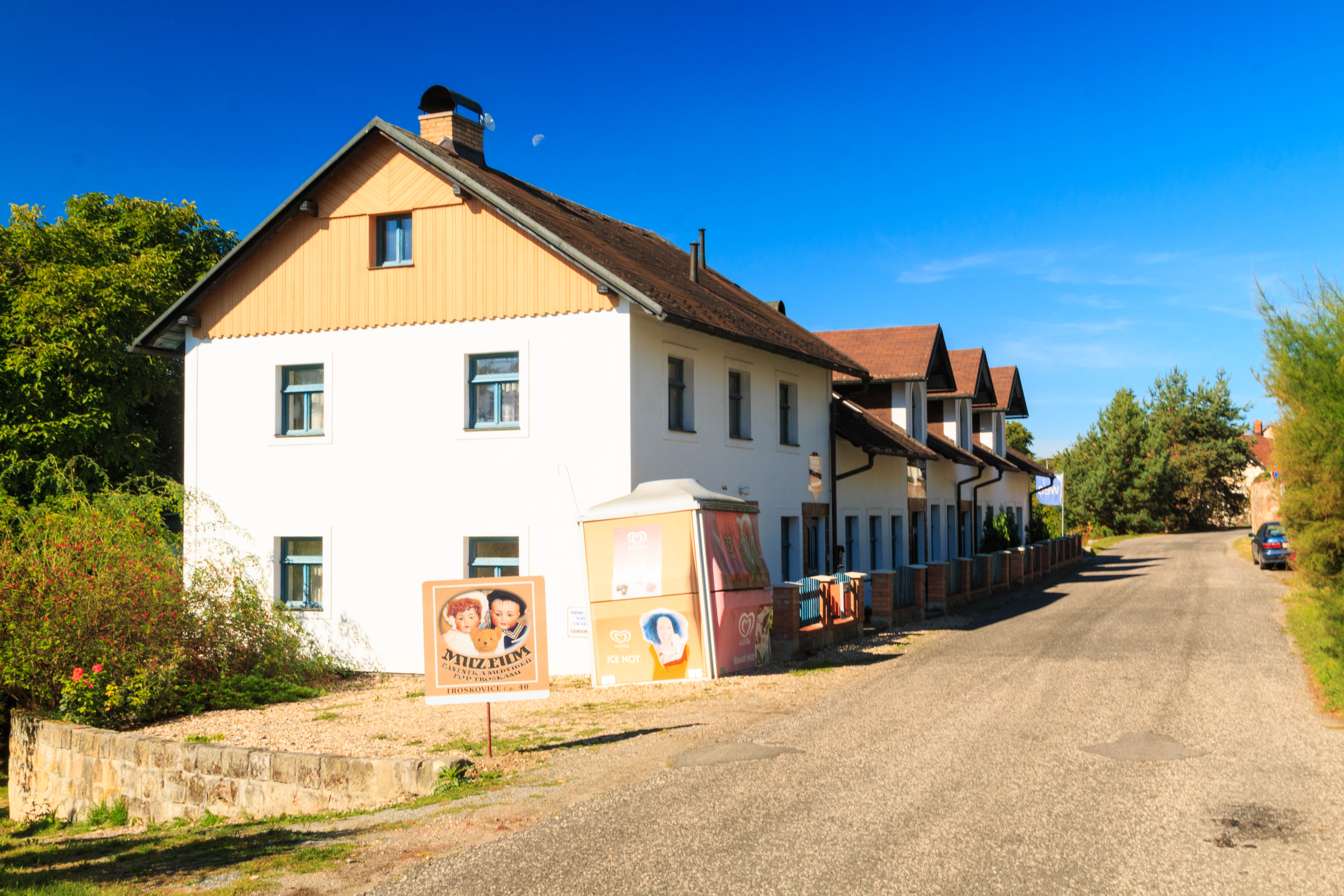
Troskovice - muzeum panenek
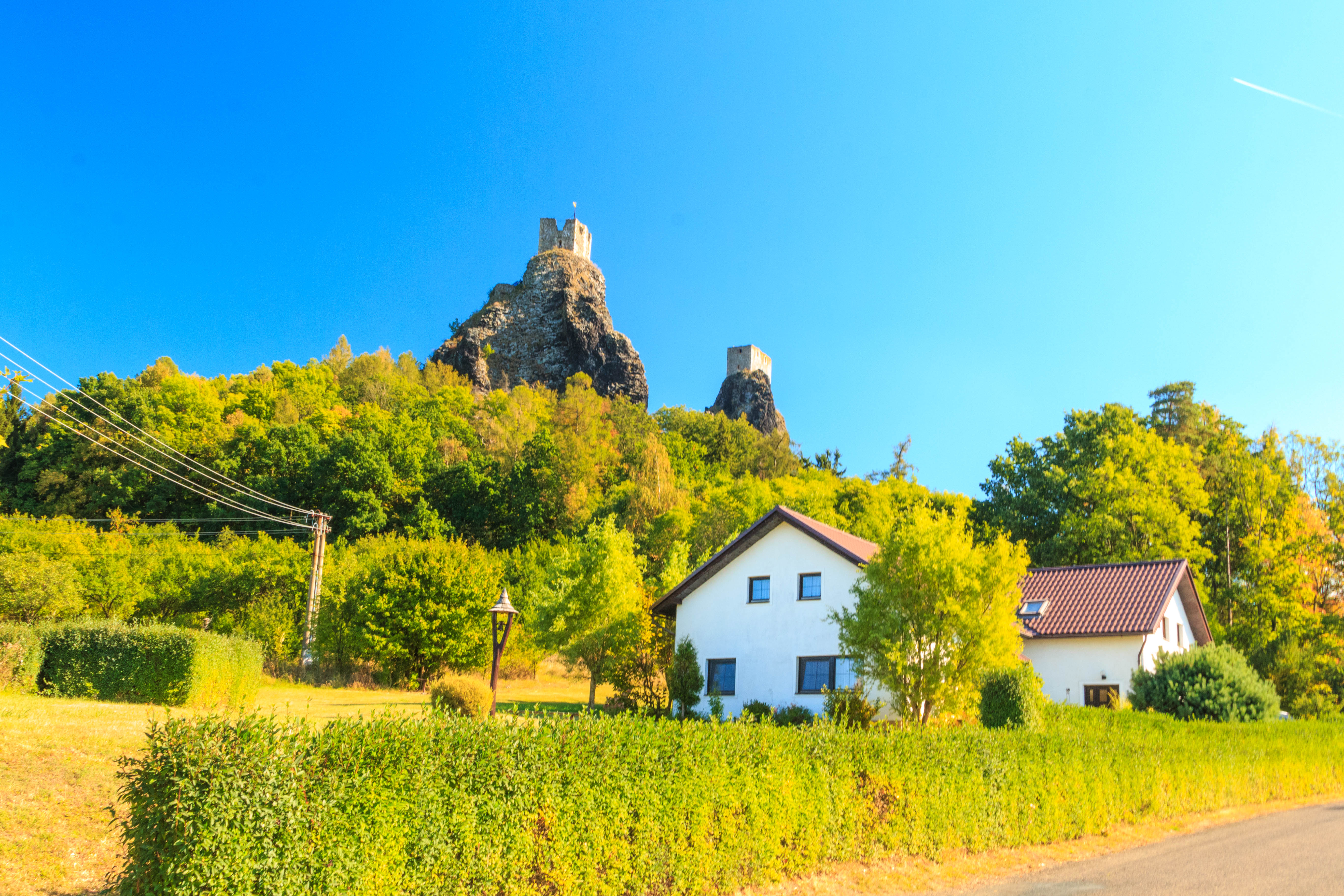
Troskovice - čp. 10
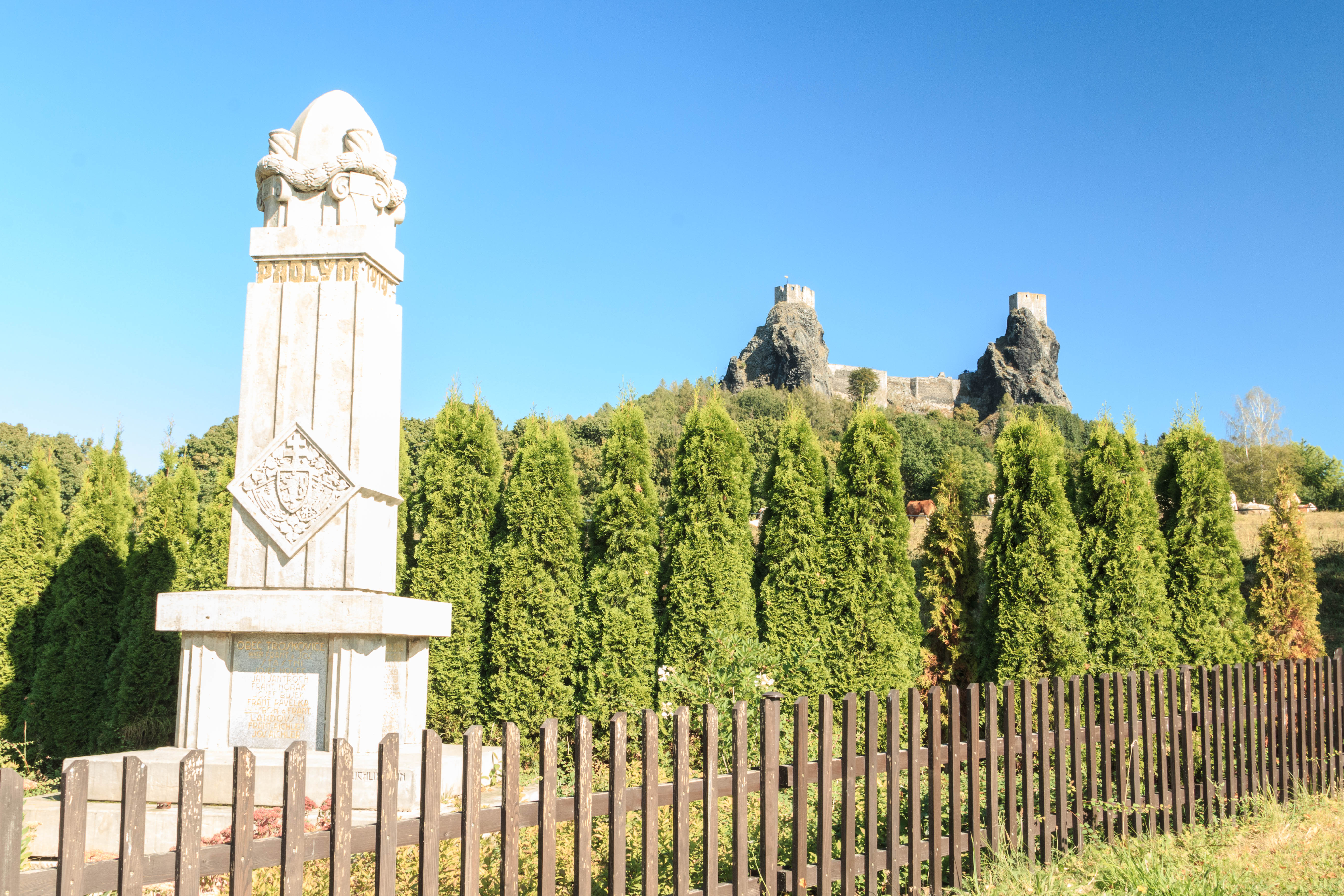
Troskovice - pomník padlých
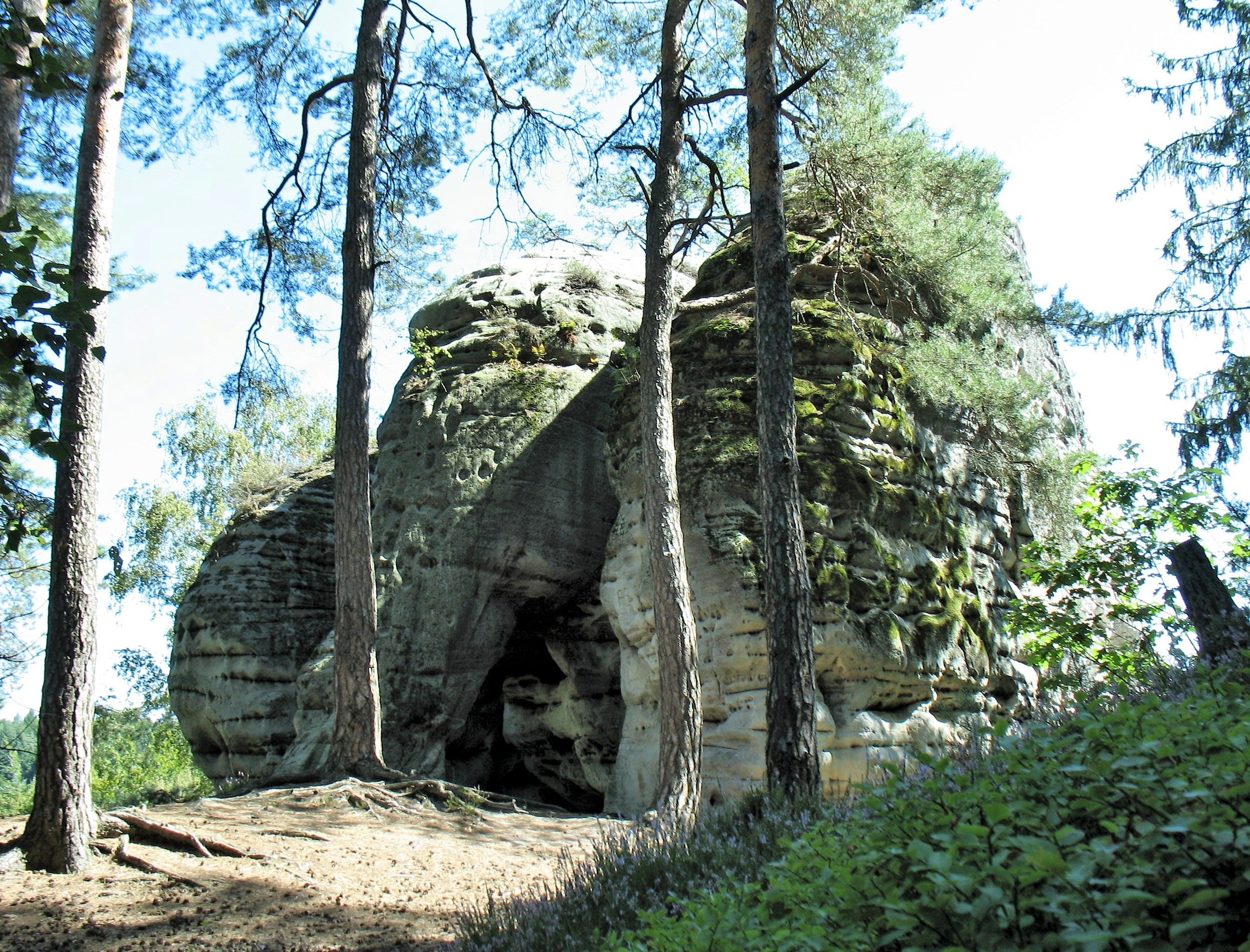
Přírodní rezervace Apolena